# アーバン文法
『アーバン文法』（-ぶんぽう）は、日本の音楽グループスチャダラパーの14枚目のシングルである。1998年3月25日発売。発売元はワーナーミュージック・ジャパン。

## 概要
- 前作から11ヶ月ぶりとなるシングル。
- ワーナーミュージック・ジャパン移籍第1弾シングル。

## 収録曲
1. アーバン文法(4:43)
2. FUN-KEY-WORD(3:23)
3. アーバン文法 (2枚)(4:18)
4. アーバン文法 (Instrumental)(6:47)

作詞・作曲・編曲：松本洋介・松本真介・光嶋誠

## 収録アルバム

### アーバン文法
- オリジナル『FUN-KEY LP』（1998年10月25日）
- ベスト『THE BEST OF スチャダラパー1990～2010』（2010年2月24日）

### FUN-KEY-WORD
- オリジナル『FUN-KEY LP』（1998年10月25日）